# Pierścieniakowate
Pierścieniakowate (Strophariaceae Singer & A.H. Sm.) – rodzina grzybów z rzędu pieczarkowców.

## Charakterystyka
Grzyby z rodziny Strophariaceae wytwarzają mięsiste owocniki o hymenoforze blaszkowym, z trzonami często opatrzonymi pierścieniem. Zarodniki pierścieniakowatych są gładkie, a ich wysyp ciemno zabarwiony.

## Systematyka i nazewnictwo
Pozycja w klasyfikacji według Index Fungorum: Agaricales, Agaricomycetidae, Agaricomycetes, Agaricomycotina, Basidiomycota, Fungi.
Takson Strophariaceae utworzyli Rolf Singer i Alexander Hanchett Smith w 1946 r. Według aktualizowanej klasyfikacji CABI databases bazującej na Dictionary of the Fungi do rodziny tej należą rodzaje:
- Agrocybe Fayod 1889 – polówka
- Bogbodia Redhead 2013
- Brauniella Rick ex Singer 1955
- Deconica (W.G. Sm.) P. Karst. 1879 – czaszówka
- Hebeloma (Fr.) P. Kumm. 1871 – włośnianka
- Hypholoma (Fr.) P. Kumm. 1871 – maślanka
- Kuehneromyces Singer & A.H. Sm. 1946
- Leratiomyces Bresinsky & Manfr. Binder ex Bridge, Spooner, Beever & D.C. Park 2008
- Melanotus Pat. 1900 – ciżmóweczka
- Pholiota (Fr.) P. Kumm. 1871 – łuskwiak
- Protostropharia Redhead, Moncalvo & Vilgalys 201
- Pseudogymnopilus Raithelh. 1974
- Pyrrhulomyces E.J. Tian & Matheny 2020
- Stropharia (Fr.) Quél. 1872 – pierścieniak

Polskie nazwy na podstawie pracy Władysława Wojewody (2003 r.).